# Mittelteil (Bogenschießen)
Das Mittelteil (engl.: Riser) ist das zentrale Bauteil eines Recurvebogens oder Blankbogens. 

## Verwendung des Mittelteils
Am Mittelteil werden alle wichtigen Bestandteile des Bogens angebaut und der Bogen beim Schuss gehalten. Bei Mittelteilen unterscheidet man zwischen den Ausführungen für Rechtshandschützen und für Linkshandschützen. Wobei ein Rechtshandschütze den Bogen mit der linken Hand hält. Die Aussage, ob ein Schütze Rechtshandschütze oder Linkshandschütze ist, bezieht sich auf die Hand, mit welcher die Bogensehne gespannt wird, und nicht auf die Hand, mit welcher der Bogen gehalten wird.

## Bauweise
Traditionell werden Mittelteile aus Holz gefertigt. Heute werden jedoch überwiegend Mittelteile aus Aluminium oder seit einiger Zeit auch aus Carbon verwendet. Mittelteile aus Holz werden dabei überwiegend im Bereich der Anfänger sowie Kinder verwendet, während Mittelteile aus Aluminium oder Carbon hauptsächlich im Bereich der Fortgeschrittenen sowie der Turnierschützen Verwendung finden.
Anbauten am Mittelteil oder als zusätzliche Montage:
- zwei Wurfarme
- die Pfeilauflage
- der Button
- der Klicker
- das Bogenvisier
- und Stabilisatoren (eventuell Zusatzgewichte)

Welche Bauteile angebaut werden hängt davon ab, ob der Bogen als Recurvebogen oder Blankbogen geschossen werden soll (ein Blankbogenschütze darf z. B. kein Visier verwenden).